# Puliciphora convexa
Puliciphora convexa är en tvåvingeart som beskrevs av Borgmeier 1960. Puliciphora convexa ingår i släktet Puliciphora och familjen puckelflugor. Inga underarter finns listade i Catalogue of Life.